# Ocholissa capensis
Ocholissa capensis es una especie de coleóptero de la familia Salpingidae.

## Distribución geográfica
Habita en  África.